# Дайцизау
Дайцизау (нім. Deizisau) — громада в Німеччині, знаходиться в землі Баден-Вюртемберг. Підпорядковується адміністративному округу Штутгарт. Входить до складу району Есслінген.
Площа — 5,17 км2. Населення становить 6906 ос. (станом на 31 грудня 2020).